# نوپسرها اورناتیکولیس
نوپسرها اورناتیکولّیس یک گونه سوسک از خانوادهٔ سوسک‌های شاخک‌دراز است. استفان فون برونینگ در سال ۱۹۴۹ این گونه را توصیف و بررسی کرد.